# Princess of the Stars
Die Princess of the Stars war eine Fähre der philippinischen Reederei Sulpicio Lines, die während des Taifuns Fengshen am 22. Juni 2008 auf dem Weg von Manila nach Cebu City in der Sibuyan-See auf Grund lief und sank. Der Unglücksort befindet sich vor der Insel Sibuyan (Provinz Romblon) nahe der Stadt San Fernando in Sichtweite der Küste. Zum Zeitpunkt des Unglücks befanden sich mehr als 850 Personen an Bord, von denen nur 56 überlebten. Am 27. Juni musste die Bergung der Verstorbenen unterbrochen werden, da sich 10 Tonnen Endosulfan mit an Bord befanden und das hochgiftige Pestizid die Gesundheit der Taucher gefährdete.

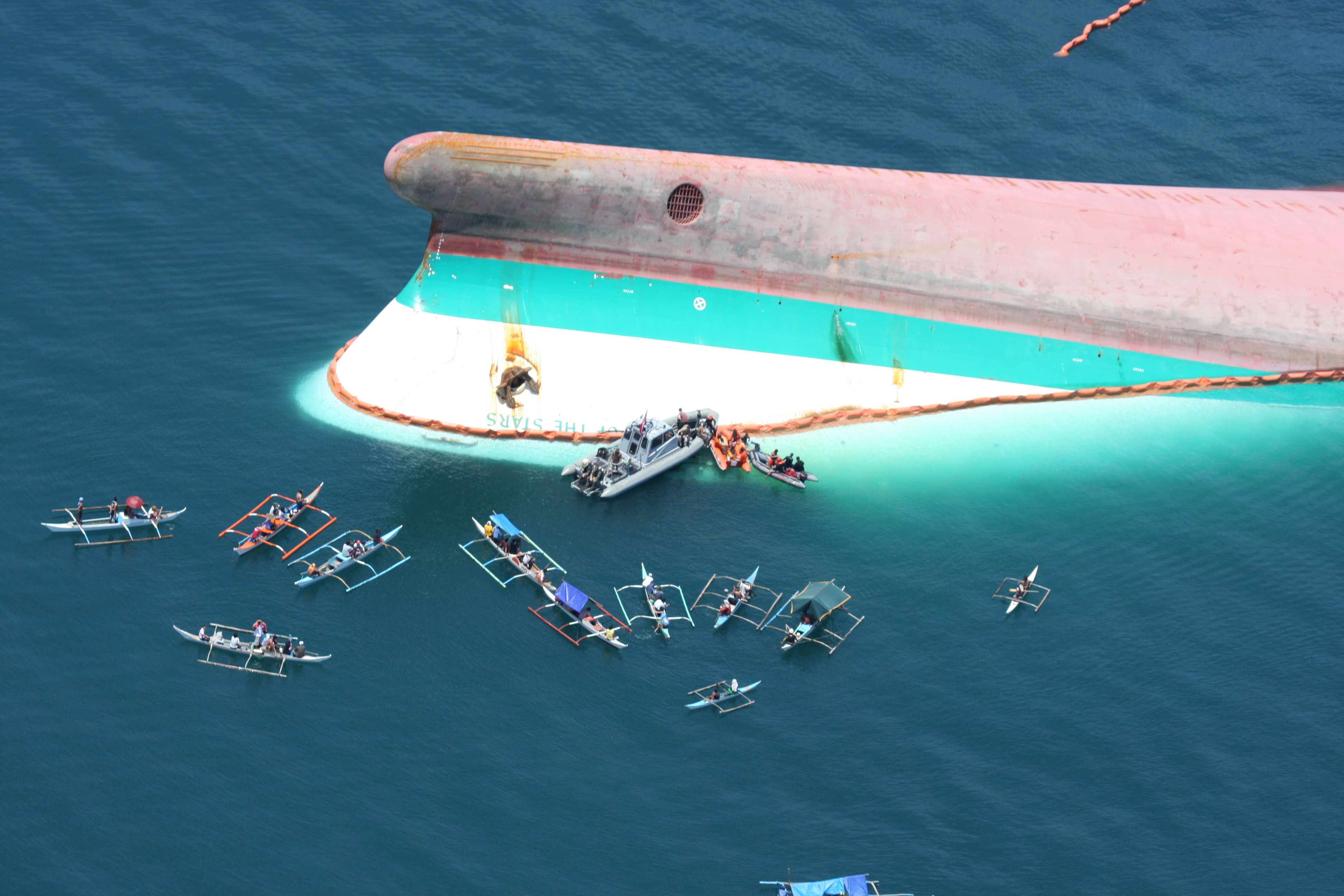
Das gekenterte Schiff am 25. Juni 2008

Lage von Romblon innerhalb der Philippinen

Das Schiff wurde 1984 unter der Baunummer 2904 von der Ishikawajima-Harima Heavy Industries Company in Aioi, Japan, gebaut und war zunächst rund 10 Jahre lang unter dem Namen Lilac für die japanische Reederei Shin Nipponkai in Japan im Einsatz. 2004 wurde die Fähre auf die Philippinen verkauft und vom neuen Eigner Sulpicio Line in Princess of the Stars umbenannt. Das Schiff war das größte der Sulpicio Lines und galt für philippinische Verhältnisse als recht modern. Es war für 1.992 Personen zugelassen und mit 23.824 Bruttoregistertonnen vermessen.
Nach dem Unglück kam es zu gegenseitigen Schuldvorwürfen. Die Reederei Sulpicio Lines verklagte den staatlichen Wetterdienst PAGASA wegen falscher Vorhersage der Wetterkonditionen. PAGASA jedoch weist diesen Vorwurf zurück; der Sturm sei richtig vorhergesagt worden, nur habe Sulpicio Lines trotzdem auf einem fahrplanmäßigen Auslaufen des Schiffes bestanden. Auch von Seiten der Präsidentin Gloria Macapagal-Arroyo wurden Vorwürfe an die Hafenbehörde und die Küstenwache laut, warum dem Schiff trotz Taifunwarnungen überhaupt die Genehmigung erteilt wurde, aus dem sicheren Hafen von Manila auszulaufen.
Am 25. August 2008 hat eine fünfköpfige Untersuchungskommission des „Philippine Board of Marine Inquiry“ einen 65-seitigen Bericht vorgelegt. Sie kommt darin zu dem Schluss, dass Sulpicio Lines und der bei dem Unglück selbst ums Leben gekommene Kapitän der Princess of the Stars die Schuld an dem Unglück tragen. Der Kapitän habe die Lage falsch eingeschätzt und die Fahrt trotz des herannahenden Taifuns unbeirrt fortgesetzt.
Das Unglück ereignete sich ziemlich genau 10 Jahre nach dem Untergang der Princess of the Orient, ebenfalls einem Schiff der Sulpicio Lines, welches im September 1998 auf derselben Route sank.